# 亞斯諾霍羅德卡 (法斯蒂夫區)

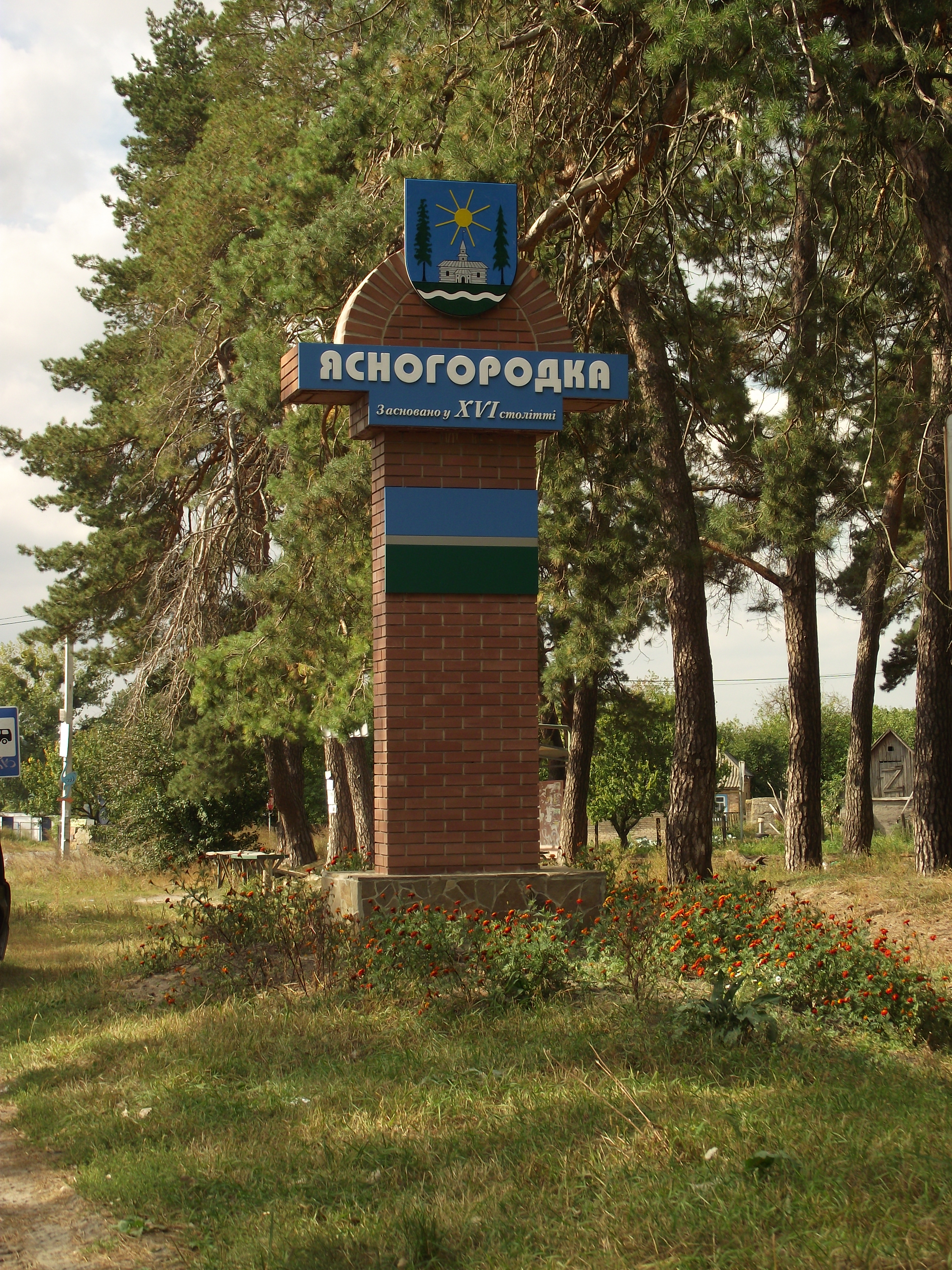
来自基辅方向的村口

亞斯諾霍羅德卡是位於烏克蘭北部的村莊，由基辅州法斯蒂夫區的贝希夫市镇負責管轄。該村處於特魯比謝河畔，海拔高度174米，2001年人口739。